# Onipresença
A onipresença (português brasileiro) ou omnipresença (português europeu) é a capacidade de estar em todos os lugares ao mesmo tempo. Em teologia, a onipresença é um atributo divino segundo o qual Deus está presente em todos os pontos da criação. Em conjunto à simplicidade divina, pode-se dizer que Deus está totalmente presente em cada ponto do universo.
A palavra "omnipresença" vem do latim omni, que significa "todo", e praesentia, que significa "presença" ou "presente"
O conceito não se confunde com o conceito de panteísmo que é a crença de que absolutamente tudo e todos compõem um Deus abrangente e imanente ou que o Universo (ou a Natureza) e Deus são idênticos. Sendo assim, os adeptos dessa posição, os panteístas, não acreditam num deus pessoal, antropomórfico ou criador. Já a onipresença é um atributo divino que significa que Deus está presente em todos os lugares ao mesmo tempo. Portanto, enquanto o panteísmo afirma que tudo é Deus e Deus é tudo, a onipresença afirma que Deus está presente em todos os lugares ao mesmo tempo.